# Заезд (Роменский район)
Заезд (укр. Заїзд) — село,
Великобубновский сельский совет,
Роменский район,
Сумская область,
Украина.
Код КОАТУУ — 5924183203. Население по переписи 2001 года составляло 144 человека .

## Географическое положение
Село Заезд находится на правом берегу реки Ромен,
выше по течению на расстоянии в 1,5 км расположено село Посад,
ниже по течению на расстоянии в 1,5 км расположено село Мокиевка,
на противоположном берегу — село Ведмежье.
Вдоль русла реки проведено несколько ирригационных каналов.